# Bernhard Kahn (Verbandsfunktionär)
Bernhard Kahn (geboren 9. April 1876 in Oskarshamn, Schweden; gestorben 27. April 1955 in White Plains, Bundesstaat New York) war Funktionär in jüdischen Hilfsorganisationen.

## Leben
Bernhard Kahn war ein Sohn von aus Litauen nach Schweden eingewanderten Juden. Seine Eltern zogen um 1880 nach Deutschland nach Brückenau, wo sein Vater Lehrer für die kleine jüdische Gemeinde wurde. Nach der Grundschule in Brückenau besuchte Kahn das Humanistische Gymnasium in Fulda.
Kahn studierte Jura in Würzburg und wurde 1899 promoviert, außerdem Staatswissenschaften in Berlin mit einer weiteren Promotion 1902. Er sympathisierte mit der Sozialdemokratie und schloss sich den Zionisten an, 1903 nahm er am 6. Zionistischen Weltkongress teil. Als Willy Bambus 1904 starb, folgte Kahn diesem als Generalsekretär des 1901 gegründeten und von Paul Nathan geleiteten Hilfsvereins der deutschen Juden mit Sitz in Berlin, der mit Hilfsprogrammen die Juden in Osteuropa und auf dem Balkan unterstützte. Im Mittleren Osten baute der Hilfsverein jüdische Schulen auf. In seiner Funktion war Kahn Mitgründer der Ausbildungsstätte Technion in Haifa, die noch in osmanischer Zeit 1912 ihre Anfänge nahm. Er engagierte sich im Sprachenkampf um die Unterrichtssprache Deutsch oder Hebräisch an der Ingenieurschule. Kahn schrieb für verschiedene Zeitschriften und gab das Korrespondenzblatt über Auswanderungs- und Siedlungswesen heraus.
Kahn wurde 1921 in Berlin Direktor des Flüchtlingsdepartements des in den USA gegründeten Joint Distribution Committee (JDC) und 1924 Generaldirektor für Europa, während sich Joseph A. Rosen um die JDC-Hilfen für die Juden in der Sowjetunion kümmerte. Kahn organisierte ein Kreditwesen für jüdische Genossenschaften und Kleinunternehmer. Er wurde Mitglied des Exekutivrats der 1929 gegründeten Jewish Agency. Nach der Machtübergabe an die Nationalsozialisten 1933 verlegte er das Büro des JDC von Berlin nach Paris. Er erhielt die französische Staatsangehörigkeit. Kahn war in die vielfältigen Aktionen involviert, unter den Bedingungen der Weltwirtschaftskrise die jüdischen Flüchtlinge aus Deutschland zu versorgen und für die Ausreisewilligen Aufnahmeländer zu motivieren, und nahm 1938 an der (erfolglosen) Konferenz von Évian teil. Er wurde im selben Jahr als Europäischer Direktor des JDC vom Wirtschaftsanwalt Morris C. Troper abgelöst, der als US-amerikanischer Staatsbürger sich leichter in Europa bewegen konnte. Kahn wurde in die USA beordert und war als ein Vizepräsident im JDC weiterhin aktiv.
1908 hatte Kahn die Studentin Dora Israilewna Frischberg (1886–1964) geheiratet, die aus Wolhynien stammte. Der 1909 geborene Sohn Marcel wurde Arzt, der 1910 geborene Sohn Ludwig Kahn wurde Germanist.

## Schriften (Auswahl)
- Die Schadenszufügungen durch Tiere nach dem Bürgerlichen Gesetzbuch: (§ 833 und 834). Würzburg: Becker, 1902
- Die jüdische Auswanderung, in: Ost und West, 1905, Sp. 457–480